# Soummam (navire)
Pour les articles homonymes, voir Soummam (homonymie).
Le Soummam (en berbère : ⵚoⵓⵎⵎⴰⵎ, en arabe : الصومام) est un navire-école des Forces navales algériennes, acquis en 2006, et dont il est la plus grosse unité en dotation. 
Le bâtiment de construction chinoise n'appartient à aucune classe de navire. Ressemblant à un ancien navire-école chinois de la classe Zhenghe, le Soummam est néanmoins plus long de 20 m.

## Caractéristiques
Le navire a une longueur de 132 m et une largeur de 16,4 m pour un déplacement maximal de 5 500 tonnes. Sa vitesse maximale est de 22 nœuds ; il peut transporter un hélicoptère. Il est conçu spécifiquement pour la formation .

### Armement
L'artillerie du Soummam se compose de trois types de canons, un AK-176 de 76 mm, deux canons chinois Type-76A bitubes de 37 mm et 2 AK-630 de 6 × 30 mm. Il embarque un radar de Type 360 et un de Type 363 qui sont des radars de détection S/A, les deux sont des radars 2D et sont les plus utilisés par la marine chinoise. 
Pour son système offensif, il dispose de deux radars d'attaque combinés à des systèmes optiques avancés, un Type 344 et un autre plus avancé le Type 347G utilisant des systèmes de visée optique très évolués. En plus, il possède deux autres systèmes de visée optroniques combinant des télémètres laser, un FLIR, de l'IR et une caméra haute définition.